# Povratimo ulice
Povratimo ulice (en: Reclaim the Streets, skraćeno RTS), je kolektiv koji se prvenstveno bori za oslobođenje ulica od automobila, a deo su šireg pokreta protiv kapitalizma. Zalažu se za javnu kontrolu javnih prostora.
Kolektiv Povratimo ulice je nastao početkom 1990-ih u Londonu, Velika Britanija, iz protestnih kampova protiv izgradnje auto-puteva. Oni upražnjavaju teoriju privremenih autonomnih zona (TAZ) i organizuju slobodne žurke i druge nenasilne akcije na ulicama Londona kao protest protiv automobila. Prva ulična žurka je organizovana u Londonu 1995. u Camden High ulici. Vremenom, njihove ulične akcije, zbog svoje festivalske atmosfere, neformalnog pristupa i jednakosti svih učesnika, dobijaju sve veću popularnost, a narednih godina su se proširile na sve strane sveta. Njihovi protesti najčešće izgledaju poput pešačke zone, gde ljudi sviraju, žongliraju, voze bicikle, skejtove i rolere, sede svuda okolo, slušaju muziku, pa čak se i deca igraju u pesku, koji je donet za tu priliku. Za razliku od komercijalnih žurki, na akcijama povratimo ulice, se nikad ne zaboravlja socijalna i politička pozadina.
Oni upozoravaju da svakodnevno, samo u Velikoj Britaniji, četrdesetoro ljudi umre od automobila — 25 od njihovog zagađenja i još 15 poginu na putevima. Povratimo ulice dolaze iz radikalnog ekološkog pokreta, i pokušavaju da spreče da se od gradova naprave auto-putevi, a od zelenih površina poslovni prostori.
„Bez saobraćaja, gradovi ponovo mogu oživeti. Ogromne raskrsnice u centru grada mogu ponovo postati javni trgovi, sa posađenim drvećem i fontanama koje žubore. Široki auto-putevi, koji presecaju naše gradove na parčadi, mogu postati mesta susreta, povezujući zajednice, radije nego da ih razdvajaju.”
Ovaj pokret je iznedrio „Karneval protiv kapitalizma” čiji su ogranak „srebrne i ružičaste brigade” (en: Pink and silver brigades). Reč je o ludističkom pokretu žena i muškaraca obučenih u ružičasto i srebrno, koji „naoružani” fluoroscentnim pajalicama za prašinu u živim bojama, provociraju policijske kordone na demontracijama.
Povratimo ulice se takođe koristi ne samo kao naziv kolektiva, već i za direktnu akciju privremenog nenasilnog zauzimanja ulica.

## Spoljašnje veze
- Reclaim the Streets